# Sedimentering
Sedimentering eller sedimentation er den proces, hvor partikler i suspension eller molekyler i opløsning sætter sig på en overflade og dermed forlader den væske, hvori de er opholdt. Processen skyldes stoffernes bevægelse i væsken i respons til kræfter, der virker på dem: Disse kræfter kan være gravitation, centrifugalkraft eller elektromagnetisme.

## Geologi
I geologien taler man om aflejring, hvilket er en form for sedimentering, hvor jord, ler, sand og lignende (analogt til indledningens partikler og molekyler) bliver flyttet af for eksempel vand.
| Geologi | Spire Denne artikel om geologi er en spire som bør udbygges. Du er velkommen til at hjælpe Wikipedia ved at udvide den. |